# Улисес де ла Крус
Улисес де ла Крус (на испански: Ulises de la Cruz) е еквадорски футболист (полузащитник), благодетел и политик.
Кариерата му на футболист е от 1991 до 2013 г. Играл е в еквадорски и британски (шотландски и английски) клубове, както и в националния отбор на Еквадор.

## Биография

### Спортна кариера
Започва кариерата си в „Депортиво“ (Кито), но преминава в „Барселона“ (Гуаякил), където печели първата титла в държавното първенство през 1995 г. В състава на „Лига Депортива Университария“ (Кито) печели още 2 титли през 1998 и 1999 г.
Сред забележителните му мачове е плейоф срещу „Емелек“ (Гуаякил) през 1998 г., когато във втората среща прави хеттрик и отборът му побеждава със 7 : 0.
Де ла Крус отива във Великобритания през лятото на 2001 г., като преминава в шотландския „Хибърниън“ за сумата от 700 000 бр. лири. Там остава само сезон и изиграва 25 пълни мача, а 7 пъти влиза като резерва. От лятото на 2002 г. е играч на английския отбор „Астън Вила“, като трансферът му струва 1,5 млн. лири.
Участва в Световното първенство по футбол през 2002 г. в Япония и Южна Корея, но националният му отбор отпада още в групите.

### Обществена дейност
Произхождащ от долината Чота – изостанал район в крайния север на страната, Круз основава фондацията FundeCruz (регистрирана във Великобритания като благотворителна организация с името Friends of FundeCruz) за подпомагане на негови земляци и развитие на региона. Още докато играе, внася 10 % от заплатата си в нея. Провежда акции за набиране на средства за нейната благотворителна дейност. Определен е за посланик на добра воля на УНИЦЕФ.
След като прекратява състезателната си кариера през 2013 г., като представител от Алианс ПАИС Крус е избран на парламентарните избори същата 2013 г. за член на парламента на Еквадор.